# Meu Reino Encantado
Meu Reino Encantado é o terceiro álbum de estúdio do cantor brasileiro Daniel em carreira solo. Foi lançado em 5 de julho de 2000 pela Warner Music, sendo o primeiro do projeto Meu Reino Encantado. Teve como sucesso a faixa-título "Meu Reino Encantado", gravada pelo cantor em parceria com seu pai, José Camillo, que, inclusive, ganhou um videoclipe. O álbum chegou a marca de 500 mil cópias vendidas em todo o Brasil e conquistou o disco de platina duplo. Meu Reino Encantado contou com várias participações especiais, como Chitãozinho & Xororó, Rick & Renner, Teodoro & Sampaio, entre outros. A canção "Quando a Saudade Dói", foi gravada em homenagem a João Paulo, com a participação de Francisco dos Reis (Chico), irmão do cantor. Em 2006, o álbum foi relançado em um box set intitulado Meu Reino Encantado - A Coleção, juntamente com os dois outros volumes do projeto.

## Lista de faixas
| N.º            | Título                                                   | Compositor(es)                                         | Duração |  |
| 1.             | "Meu Reino Encantado" (part. José Camillo)               | Valdemar Reis / Vicente P. Machado                     | 3:32    |  |
| 2.             | "Avenida Boiadeira" (part. Rick & Renner)                | José Fortuna / Paraíso                                 | 4:15    |  |
| 3.             | "Falou e Disse" (part. Cezar & Paulinho)                 | Lourival dos Santos / Tião Carreiro / Piraci           | 2:19    |  |
| 4.             | "Poeira da Estrada" (part. João Paulo & Daniel)          | Rick / João Paulo                                      | 3:13    |  |
| 5.             | "Quando Bate a Paixão" (part. Milionário & José Rico)    | José Victor / Paulo Volk                               | 4:20    |  |
| 6.             | "Terra Tombada" (part. Chitãozinho & Xororó)             | Carlos César / José Fortuna                            | 4:08    |  |
| 7.             | "Quando a Saudade Dói" (part. Francisco dos Reis)        | Chico Amado / José Victor                              | 4:19    |  |
| 8.             | "Cheiro de Relva" (part. As Galvão)                      | Dino Franco / José Fortuna                             | 3:40    |  |
| 9.             | "Moreninha Linda" (part. Tinoco)                         | Tonico / Priminho / Maninho                            | 2:59    |  |
| 10.            | "Prato do Dia" (part. Teodoro & Sampaio)                 | Geraldinho                                             | 3:28    |  |
| 11.            | "Uma Coisa Puxa a Outra" (part. Pardinho)                | Lourival dos Santos / Tião Carreiro / Cláudio Balestro | 3:50    |  |
| 12.            | "Cuitelinho" (part. Pena Branca)                         | Tradicional (Adaptação: Paulo Vanzolini)               | 3:12    |  |
| 13.            | "Porta do Mundo" (part. Mococa & Paraíso)                | Peão Carreiro / Zé Paulo                               | 3:34    |  |
| 14.            | "Tocando em Frente" (part. Almir Sater)                  | Almir Sater / Renato Teixeira                          | 3:52    |  |
| 15.            | "Mágoa de Boiadeiro" (part. Pedro Bento & Zé da Estrada) | Nonô Basílio / Índio Vago                              | 3:55    |  |
| 16.            | "Minha Mensagem" (part. Dino Franco & Mouraí)            | Nhô Chico / Dino Franco                                | 3:10    |  |
| Duração total: | Duração total:                                           | Duração total:                                         | 58:10   |  |

## Certificações e vendas
| Brasil (ABPD)                             | 2× Platina | 2000 | 500.000* |
| *número de vendas baseado na certificação |            |      |          |